# Topaktaş, Sarıkaya
Topaktaş là một xã thuộc huyện Sarıkaya, tỉnh Yozgat, Thổ Nhĩ Kỳ. Dân số thời điểm năm 2010 là 55 người.